# Gamma Ray
Gamma Ray je njemački power metal sastav. Godine 1988., osnovao ga je Kai Hansen, Helloweenov gitarist, pjevač i tekstopisac.

## Životopis
Gamma Ray je osnovao Kai Hansen kao prvi solo projekt nakon odlaska iz Helloweena. Prvi album Heading for Tomorrow, izdan 1990. je postigao uspjehe u Njemačkoj i Japanu. Ubrzo po završetku snimanja prvog albuma, Gamma Ray su morali odgoditi svoje koncerte zbog odlaska bubnjara, Mathiasa Burchardta, koji se odlučio posvetiti fakultetu. Zamijenio ga je Uli Kusch, donedavni bubnjar Helloweena.Sastav je tada nastupao u sljedećoj postavi: Ralf Scheepers vokal, Dirk Schlächter gitara, Uwe Wessel bas, Uli Kusch bubnjevi i Kai Hansen gitara. Album Sigh No More  snimaju iste godine. Stil se dosta razlikuje od prvog albuma, a tekstovi su jako depresivni jer su rađeni na temu Zaljevskog rata koji se istodobno odvijao. 1992. sastav napušta ritam sekcija (Kusch i Wessel), a zamijenjeni su dvojicom mladih glazbenika iz njemačkog demosastava Anesthesia, Thomasom Nackom i Jan Rubachom. 
Uz to, Gamma Ray počinju graditi svoj studio, tako da sljedeći album počinju snimati tek 1993. Naučivši se na vlastitim greškama, jer prijašnji album nije bio baš dobro prihvacen, albumom Insanity and Genius Gamma Ray se vraća na pravi power metal (u ono doba poznat kao "melodični speed metal"), a album svoju promociju dobiva na Melodic Metal Strikes Back festivalima. Održana su četiri koncerta pod tim nazivom, a snagu melodičnog metala predstavljaju Gamma Ray, Hellicon, Rage i Conception. Cijeli nastup u Hamburgu se snima i Gamma Ray izdaje video Lust For live, koji je izdan i na CDu The Power of Metal koji dijele s ostalim sastavima koji su nastupali na Melodic Metal Strikes Back. 
Točno uoči snimanja novog albuma, javljaju se novi problemi. Ralf Scheepers napušta sastav, jer je htio konkurirati za upražnjeno mjesto pjevača Judas Priesta. Dužnost prvog vokala je preuzeo Kai Hansen. Zbog tih komplikacija, sljedeći album je svijetlo dana ugledao 1995. pod nazivom Land of the Free. Nisu svi bili oduševljeni tim potezom, jer su svi čuli Helloweenov Walls of Jericho gdje Kai kao vokal nije baš briljirao. Nakon izlaska albuma sve sumnje su bile uklonjene, i svi su se mogli uvjeriti u golemi i osvježavajući napredak Hansenovog vokala. Na albumu se pojavljuje i Michael Kiske pjevajući na Time To Break Free. Sastav uskoro odlazi na veliku europsku turneju, s koje se vraćaju s materijalom za novi live album, Alive 95, koji stiže u prodavaonice 1996. Ubrzo iz sastava odlaze Rubach i Nack, te u sastav dolaze talentirani gitarist Henjo Richter i bubnjar Dan Zimmermann. Snimanje sljedećeg albuma, petog po redu, započinje u ožujku 1997. i u svibnju izlazi singl Valley Of The Kings na kojemu se nalazi i jedna pjesma koju je Hansen napisao za Iron Savior. Novi album uskoro dolazi u prodavaonice pod nazivom Somewhere Out in Space (prvotno nazvan Man, Martians & Machines). Album je inspiriran filmom Odiseja 2001, i po mnogima smatran najboljim Gamma Ray albumom do danas. To je bio najbrži i najmelodičniji album koji su Gamma Ray napravili dotad. 1999. izlazi album Power Plant. Album je ponovno konceptualan, inspiriran svemirom i završetkom jednog tisućljeća, a i znakovito završava pjesmom Armageddon. Ovaj put za crtež na omotu je bio zaslužan Derek Riggs, koji se proslavio omotima za Iron Maiden i njihovom maskotom Eddijem. 2000. Gamma Ray se odlučuje za best of album. U konačnici se album sastojao od dva CD-a, od kojih su većina bile ponovne snimke starih pjesama, a nazvan je Blast From The Past.  2001. godine izdaju album No World Order! i nastavljaju sa serijom koncepciranih albuma – ovaj put progovaraju o tajnom redu Illuminati, te ubrzo nakon velike turneje na kojoj su prvi put posjetili SAD i Kanadu i izdaju live album Skeletons in the Closet. 2005. u prodaju je pušten album Majestic.
Najnoviji album Land of the Free II je pušten u prodaju 19. studenog 2007. Po izdavanju albuma, Gamma Ray su bili "specijalni gosti" na turneji Helloweena "Hellish Tour". Alessio Gori, klavijaturist i pjevač sastava Flashback of Anger, je svirao klavijature u toku turneje.

## Sastav

### Sadašnja postava
- Kai Hansen – gitara, prateći vokali (1989.–danas), glavni vokali (1994. – 2015.)
- Henjo Richter – gitara, klavijature, prateći vokali (1997.–danas)
- Dirk Schlächter – bas-gitara (1997.-danas), klavijature, klavir (1990. – 1997.)
- Michael Ehré – bubnjevi (2012.–danas)
- Frank Beck – glavni vokali (2015.–danas)

### Bivši članovi
- Uwe Wessel – bas-gitara (1989. – 1993.)
- Ralf Scheepers – glavni vokali (1989. – 1994.)
- Jan Rubach – bas-gitara (1993. – 1997.)
- Mathias Burchard – bubnjevi (1989. – 1990.)
- Uli Kusch – bubnjevi (1990. – 1992.)
- Thomas Nack – bubnjevi (1993. – 1997.)
- Dan Zimmermann – bubnjevi (1997-2012.)

## Diskografija

### Studijski albumi
- Heading for Tomorrow (1990.)
- Sigh No More (1991.)
- Insanity and Genius (1993.)
- Land of the Free (1995.)
- Somewhere Out in Space (1997.)
- Power Plant (1999.)
- No World Order (2001.)
- Majestic (2005.)
- Land of the Free II (2007.)
- To the Metal! (2010.)
- Empire of the Undead (2014.)

### EP-ovi
- Heaven Can Wait (1990.)
- Who Do You Think You Are (1991.)
- Future Madhouse (1993.)
- Rebellion in Dreamland (1995.)
- Silent Miracles (1996.)
- Valley of the Kings (1997.)
- Skeletons & Majesties (2011.)
- Master of Confusion (2013.)

### Albumi uživo
- Alive '95 (1996.)
- Skeletons in the Closet (2003.)
- Hell Yeah! The Awesome Foursome (2008.)
- Skeletons & Majesties Live (2012.)

### Kompilacijski albumi
- The Karaoke Album (1997.)
- Blast from the Past (2000.)
- Alright! 20 Years Of Universe (2010.)
- The Best (Of) (2015.)

### Singlovi
- Heaven Can Wait (1990.)
- Who Do You Think You Are (1990.)
- Future Madhouse (1993.)
- Rebellion In Dreamland (1995.)
- Silent Miracles (1995.)
- Valley Of The Kings (1997.)
- Heaven Or Hell (2001.)

## Vanjske poveznice
- Službena stranica